# Петренко, Геннадий Никифорович
Генна́дий Ники́форович Петре́нко (15 февраля 1913, Бородянский район, Киевская губерния — 6 января 1973, Киев) — командир взвода роты противотанковых ружей 360-го стрелкового полка 74-й стрелковой дивизии, старший лейтенант, Герой Советского Союза.

## Биография
Родился 15 февраля 1913 года в семье крестьянина. Украинец. После окончания семилетней школы поступил в лесной техникум, затем работал лесничим. В 1930-х работал в городе Лиски Воронежской области.
В Красной Армии с 1938 года. На фронтах Великой Отечественной войны с июня 1941 года.
Г. Н. Петренко проявил большое мастерство в борьбе с фашистскими танками в боях на Курской дуге летом 1943 года. Сломив сопротивление врага, советские войска устремились к Десне. Командир полка объяснил, что ночью полк будет форсировать Десну в районе села Оболонье. Было приказано захватить плацдарм и удерживать его любой ценой. Под огнём противника, в ночь на 13 сентября 1943 года, батальоны успешно форсировали Десну и закрепились на окраинах села Оболонье. Вражеская пехота с танками ранним утром пошла в контратаку.
На пути наступающих гитлеровцев встала рота противотанковых ружей, которой командовал Г. Н. Петренко. Под метким огнём советских воинов враг откатился назад. Когда из-за пригорка поползли танки, несколькими выстрелами из противотанковых ружей советские бойцы подбили передний танк. Фашисты бросились на защитников плацдарма. Тогда старший лейтенант Г. Н. Петренко встал в полный рост и метнул в сторону приближавшихся врагов несколько гранат. Когда рассеялся дым, перед защитниками плацдарма земля была усеяна трупами гитлеровцев. Г. Н. Петренко получил ранение, но не ушёл с поля боя. Он ещё на протяжении четырёх часов вёл бой, показывая образец мужества и геройства.
Указом Президиума Верховного Совета СССР от 16 октября 1943 года за умелое командование ротой в боях при форсировании Десны, отражение контратак противника, овладение и удержание плацдарма, а также за проявленные при этом мужество и героизм старшему лейтенанту Геннадию Никифоровичу Петренко присвоено звание Героя Советского Союза с вручением ордена Ленина и медали «Золотая Звезда» под номером 3885.
В январе 1944 года в бою под Корсунь-Шевченковским Г. Н. Петренко получил тяжёлое ранение. В 1946 году по инвалидности был уволен из армии. Жил в Киеве. Умер 6 января 1973 года. Похоронен в Киеве на Лукьяновском военном кладбище.

## Память
- Надгробная плита на Лукьяновском военном кладбище в Киеве.
- В городе Лиски в 2001 году на аллее Славы установлен бюст Петренко[2].